# Санфилиппо, Федерика
Федерика Санфилиппо (итал. Federica Sanfilippo; род. 24 октября 1990, Випитено, Трентино-Альто-Адидже) — итальянская биатлонистка и лыжница, победитель и призёр этапов Кубка Мира.

## Карьера
С 2008 года входит в состав национальной команды по биатлону.
Международный дебют состоялся в 2007 году в рамках Кубка Европы на этапе в Валь-Риданна, где среди юниоров она показала 23-й результат в спринте и 31-й в гонке преследования. Лучшим результатом в Кубке IBU является 8-е место, показанное сезоне 2013/2014 на этапе в австрийском Обертиллиахе.
Чемпионка Италии среди юниоров в спринте и гонке преследования 2010 года. Победительница Альпийского Кубка среди юниоров в сезоне 2009/2010.
В 2014 году на этапе в Антерсельве дебютировала в Кубке мира, где в спринте заняла 56-е место, а в гонке преследования — 42-е. Свои первые очки набрала здесь же через год, когда стала 32-й в спринте.
В сезоне 2014/2015 выиграла спринт на этапе Кубка IBU в Обертиллиахе и заняла второе место в следующем спринте, который также проводился на этом этапе.
5 декабря 2015 года заняла второе место в спринте на этапе Кубка мира в Эстерсунде, уступив только Габриэле Соукаловой. Это стало лучшим результатом в карьере итальянки.
С сезона 2022/23 выступает в Кубке мира по лыжным гонкам, участница чемпионата мира 2023 года.

### Участие в Олимпийских играх (биатлон)
| Год  | Место проведения | Инд | Спр | Пр | МС | Эст | См |
| 2018 | Пхёнчхан         | —   | 69  | —  | —  | 9   | —  |
| 2022 | Пекин            | 49  | 82  | —  | —  | 5   | —  |

### Участие в чемпионатах мира по биатлону
| Год  | Место проведения        | Инд | Спр | Пр | МС | Эст | СЭ | ОСЭ |
| 2015 | ЧМ Контиолахти          | 11  | —   | —  | —  | —   | —  | —   |
| 2016 | ЧМ Хольменколлен        | 58  | 50  | 50 | —  | —   | —  | —   |
| 2017 | ЧМ Хохфильцен           | 54  | 5   | 17 | 21 | 5   | —  | —   |
| 2019 | ЧМ Эстерсунд            | —   | 34  | 39 | —  | 10  | —  | —   |
| 2020 | ЧМ Антхольц-Антерсельва | 41  | 45  | 33 | —  | 10  | —  | —   |
| 2021 | ЧМ Поклюка              | 83  | 79  | —  | —  | 9   | —  | —   |

### Участие в чемпионатах Европы по биатлону
| Год  | Место проведения | Инд | Спр | Пр  | Эст |
| 2011 | ЧЕ Валь-Риданна  | 29  | —   | —   | —   |
| 2012 | ЧЕ Осрблье       | 34  | 19  | 14  | —   |
| 2013 | ЧЕ Банско        | 20  | 35  | DNS | —   |
| 2014 | ЧЕ Нове-Место    | 41  | 9   | 16  | —   |

### Участие в юниорских чемпионатах мира по биатлону
| Год  | Место проведения | Инд | Спр | Пр  | Эст |
| 2010 | ЧМ Турсбю        | 32  | 23  | 31  | —   |
| 2011 | ЧМ Нове-Место    | 41  | 58  | DNS | —   |